# Herbert Mühlenberg
Herbert Mühlenberg (* 23. April 1949 in Süsterseel) ist ein ehemaliger deutscher Fußballspieler.

## Karriere
Mühlenberg gewann mit dem SC Jülich 1910 von 1969 bis 1972 dreimal in Folge die Deutsche Amateur-Meisterschaft. Der 1. FC Köln wurde daraufhin auf Mühlenberg aufmerksam und verpflichtete ihn für den Bundesligakader der Saison 1972/73. Bereits ein Jahr später verließ er die Kölner jedoch wieder und wechselte zum Nachbarn Bayer 04 Leverkusen. Aber auch dort hielt es ihn nur ein Jahr. 1974 wechselte er zum VfL Osnabrück. Vier Jahre lang war er einer der Stars des VfL, er erzielte in 162 Punktspielen 64 Tore. Er war als Flanken-, Ecken- und Freistoßspezialist ein wichtiger Zuspieler für Torjäger Gerd-Volker Schock. 1978 wurde er nach einem internen Konflikt aus disziplinarischen Gründen beurlaubt. Er wechselte zum westfälischen Oberligisten VfB Rheine, wo er seine aktive Laufbahn früh beendete.
Als Trainer machte er bei Sportfreunde Oesede Furore, die er aus der Bezirksklasse bis in die Niedersachsenliga führte. 1993 kehrte er als A-Jugendtrainer zum VfL Osnabrück zurück und übernahm im Dezember 1995 den Cheftrainerposten von Heiko Flottmann. Nach 23 erfolgreichen Monaten trat Mühlenberg wegen Kritik der Öffentlichkeit vom Cheftrainerposten zurück und trainierte danach die Amateure des VfL Osnabrück. Im Anschluss übernahm Mühlenberg die Landesliga-Mannschaft von Viktoria Georgsmarienhütte. Im Sommer 2006 gelang es dann Blau-Weiß Lohne Mühlenberg für seine Bezirksoberligamannschaft zu verpflichten. Dieses Engagement endete nach drei Jahren mit einem bitteren Abstieg.
Mühlenberg ist Sportlehrer am Gymnasium Carolinum (Osnabrück).

## Vereine

### Als Spieler
- bis 1972 SC Jülich 1910
- 1972 – 1973 1. FC Köln
- 1973 – 1974 Bayer 04 Leverkusen
- 1974 – 1978 VfL Osnabrück
- 1978 – ???? VfB Rheine

### Als Trainer
- 1982 – 1991 Sportfreunde Oesede
- 1993 – 1995 VfL Osnabrück A-Jugend
- 1995 – 1997 VfL Osnabrück
- 1997 – 2000 VfL Osnabrück Amateure
- 2000 – 2006 Viktoria Georgsmarienhütte
- 2006 – 2010 Blau-Weiß Lohne
- 2010 – 2011 SC Lüstringen (Osnabrück) als Berater
- seit 2011 SC Lüstringen (Osnabrück)

## Statistik
- Bundesliga
2 Spiele; 1 Tor 1. FC Köln

- 2. Bundesliga
126 Spiele; 49 Tore VfL Osnabrück

- UEFA-Pokal
1 Spiel 1. FC Köln

## Erfolge
- 1969 Deutscher Amateur-Meister
- 1970 Deutscher Amateur-Meister
- 1971 Deutscher Amateur-Meister
- 1973 Deutscher Vize-Meister
- 1973 DFB-Pokal-Finale